# آرون باتريك
آرون باتريك (بالإنجليزية: Arron Patrick)‏ هو لاعب كرة قدم بريطاني، ولد في 14 مارس 1987 في غريمسبي ‏ في المملكة المتحدة. لعب مع Wilmington Hammerheads FC ‏.

## وصلات خارجية
- آرون باتريك على موقع قاعدة بيانات كرة القدم.إي يو (الإنجليزية)